# Saint-Satur
Saint-Satur est une commune française, située dans le département du Cher en région Centre-Val de Loire.

## Géographie
Saint-Satur est située entre deux faubourgs : Saint-Thibault-sur-Loire et Fontenay (village vigneron).

### Climat
Pour des articles plus généraux, voir Climat du Centre-Val de Loire et Climat du Cher.
En 2010, le climat de la commune est de type climat océanique dégradé des plaines du Centre et du Nord, selon une étude du CNRS s'appuyant sur une série de données couvrant la période 1971-2000. En 2020, Météo-France publie une typologie des climats de la France métropolitaine dans laquelle la commune est exposée à un climat océanique altéré et est dans la région climatique  Centre et contreforts nord du Massif Central, caractérisée par un air sec en été et un bon ensoleillement. 
Pour la période 1971-2000, la température annuelle moyenne est de 11,4 °C, avec une amplitude thermique annuelle de 15,8 °C. Le cumul annuel moyen de précipitations est de 716 mm, avec 11,2 jours de précipitations en janvier et 7,3 jours en juillet. Pour la période 1991-2020, la température moyenne annuelle observée sur la station météorologique la plus proche, située sur la commune de Léré à 15 km à vol d'oiseau, est de 11,6 °C et le cumul annuel moyen de précipitations est de 710,5 mm,. Pour l'avenir, les paramètres climatiques de la commune estimés pour 2050 selon différents scénarios d'émission de gaz à effet de serre sont consultables sur un site dédié publié par Météo-France en novembre 2022.

## Urbanisme

### Typologie
Au 1er janvier 2024, Saint-Satur est catégorisée bourg rural, selon la nouvelle grille communale de densité à 7 niveaux définie par l'Insee en 2022.
Elle appartient à l'unité urbaine de Sancerre, une agglomération intra-départementale dont elle est ville-centre,. Par ailleurs la commune fait partie de l'aire d'attraction de Saint-Satur - Sancerre, dont elle est la commune-centre,. Cette aire, qui regroupe 14 communes, est catégorisée dans les aires de moins de 50 000 habitants,.

### Occupation des sols
L'occupation des sols de la commune, telle qu'elle ressort de la base de données européenne d’occupation biophysique des sols Corine Land Cover (CLC), est marquée par l'importance des forêts et milieux semi-naturels (33,3 % en 2018), en diminution par rapport à 1990 (34,7 %). La répartition détaillée en 2018 est la suivante : 
forêts (32,5 %), zones urbanisées (22,6 %), cultures permanentes (15,5 %), espaces verts artificialisés, non agricoles (8,7 %), eaux continentales (7,9 %), prairies (5,4 %), zones agricoles hétérogènes (5,3 %), terres arables (1,4 %), espaces ouverts, sans ou avec peu de végétation (0,8 %).
L'évolution de l’occupation des sols de la commune et de ses infrastructures peut être observée sur les différentes représentations cartographiques du territoire : la carte de Cassini (XVIIIe siècle), la carte d'état-major (1820-1866) et les cartes ou photos aériennes de l'IGN pour la période actuelle (1950 à aujourd'hui).

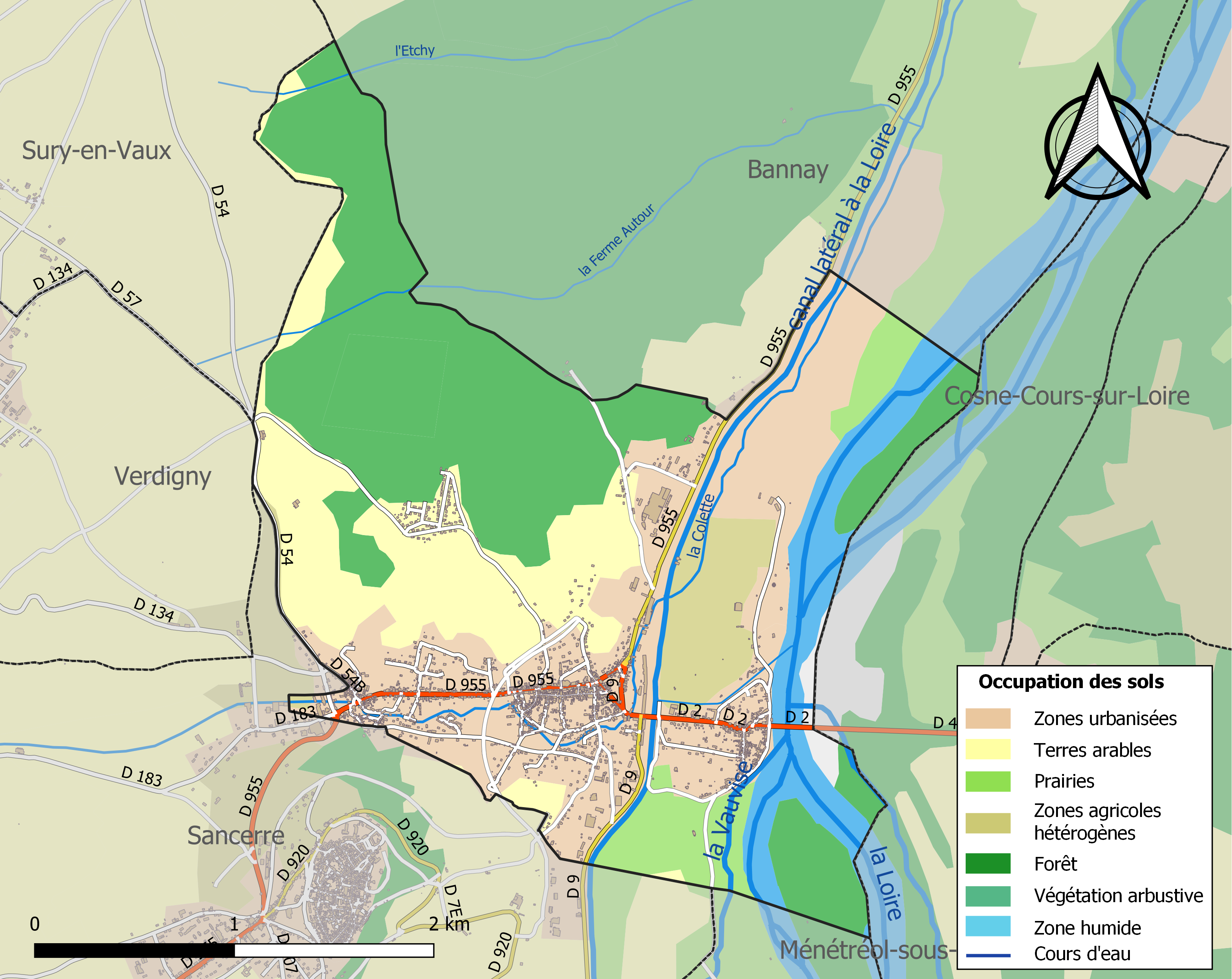
Carte des infrastructures et de l'occupation des sols de la commune en 2018 (CLC).

### Risques majeurs
Le territoire de la commune de Saint-Satur est vulnérable à différents aléas naturels : météorologiques (tempête, orage, neige, grand froid, canicule ou sécheresse), inondations, mouvements de terrains et séisme (sismicité très faible). Il est également exposé à deux risques technologiques,  le transport de matières dangereuses et la rupture d'un barrage. Un site publié par le BRGM permet d'évaluer simplement et rapidement les risques d'un bien localisé soit par son adresse soit par le numéro de sa parcelle.

#### Risques naturels
Certaines parties du territoire communal sont susceptibles d’être affectées par le risque d’inondation par débordement de cours d'eau, notamment le canal latéral à la Loire, la Loire et la Vauvise. La commune a été reconnue en état de catastrophe naturelle au titre des dommages causés par les inondations et coulées de boue survenues en 1982, 1986, 1990, 1997, 1999, 2001, 2003, 2008 et 2016,.

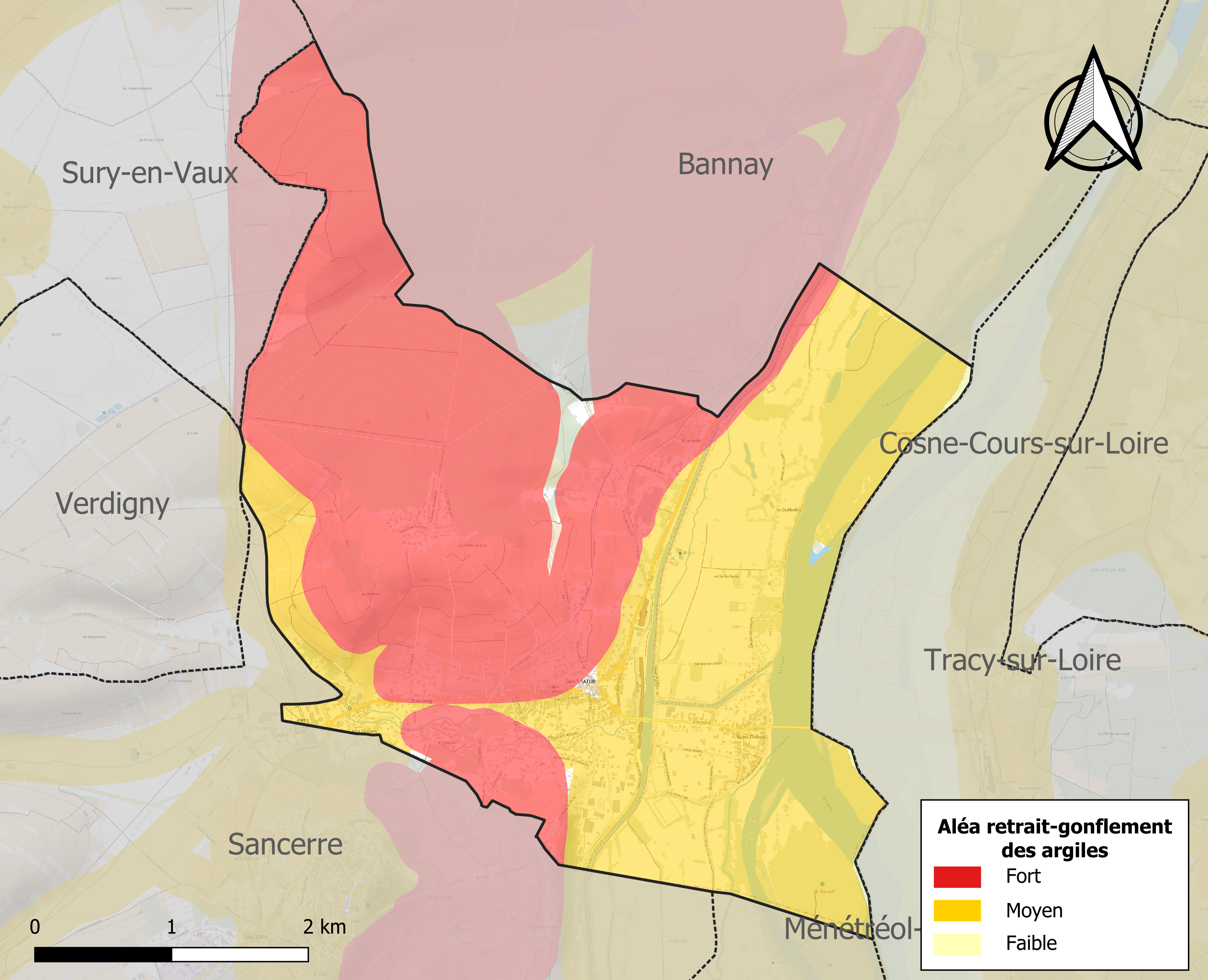
Carte des zones d'aléa retrait-gonflement des sols argileux de Saint-Satur.

La commune est vulnérable au risque de mouvements de terrains constitué principalement du retrait-gonflement des sols argileux. Cet aléa est susceptible d'engendrer des dommages importants aux bâtiments en cas d’alternance de périodes de sécheresse et de pluie. 98,8 % de la superficie communale est en aléa moyen ou fort (90 % au niveau départemental et 48,5 % au niveau national). Sur les 957 bâtiments dénombrés sur la commune en 2019, 943 sont en aléa moyen ou fort, soit 99 %, à comparer aux 83 % au niveau départemental et 54 % au niveau national. Une cartographie de l'exposition du territoire national au retrait gonflement des sols argileux est disponible sur le site du BRGM,.
Concernant les mouvements de terrains, la commune a été reconnue en état de catastrophe naturelle au titre des dommages causés par la sécheresse en 1989, 2003, 2018, 2019 et 2020 et par des mouvements de terrain en 1999.

#### Risques technologiques
Le risque de transport de matières dangereuses sur la commune est lié à sa traversée par des infrastructures routières ou ferroviaires importantes ou la présence d'une canalisation de transport d'hydrocarbures. Un accident se produisant sur de telles infrastructures est en effet susceptible d’avoir des effets graves au bâti ou aux personnes jusqu’à 350 m, selon la nature du matériau transporté. Des dispositions d’urbanisme peuvent être préconisées en conséquence.
Une partie du territoire de la commune est en outre située en aval d'une digue. À ce titre elle est susceptible d’être touchée par l’onde de submersion consécutive à la rupture de cet ouvrage.

## Histoire
La capitale des Boïens en Gaule, Gorgobina ou Gortona, citée par Jules César dans La Guerre des Gaules, est hypothétiquement localisée sur le territoire de la commune. 
Des traces de deux ponts gallo-romains ont été retrouvées à proximité : un pont en bois, datant du IIe siècle de notre ère et l'autre, en bois et pierre, plus tardif.
En 846, l'archevêque de Bourges Raoul aurait transféré les reliques de saint Satur, compagnon de Félicité et de Perpétue, martyrisés à Carthage en 203, à Château Gordon, qui prit le nom de Saint-Satur.
Un village s'est formé autour de l'abbaye Saint-Satur, dont l'histoire a été mouvementée en particulier lors de la guerre de Cent Ans, du fait de la destruction de l'église abbatiale Saint-Guinefort en 1341 puis en 1420 par les Anglais qui occupaient Cosne-sur-Loire. La construction, à proximité, du château de Sancerre, entraîne un dédoublement de l'habitat. Des Écossais ont alors combattu à la bataille du bois des Charnes contre les Anglais.
Au cours de la Révolution française, la commune porta provisoirement le nom de Thibault-la-Fontaine.
Au XIXe siècle, Saint-Satur et Saint-Thibault (localité située en bord de Loire) voient la construction par les ingénieurs Levaillant et Quauvelin, d'un pont suspendu à chaîne sur la Loire, ouvert au public le 1er janvier 1834, du canal latéral à la Loire en 1838 et de la ligne de chemin de fer de Bourges-Sancerre en 1885.

## Politique et administration

### Liste des maires
| Période   | Période   | Identité             | Étiquette | Qualité                                   |
| --------- | --------- | -------------------- | --------- | ----------------------------------------- |
| 1893      | ?         | Paul Cannier         |           |                                           |
| 1970      | 1984      | René Laporte         |           |                                           |
| mars 2001 | juin 2011 | Guy Poubeau          | UMP       | Conseiller général                        |
| juin 2011 | mars 2014 | Claude Cineau        |           |                                           |
| mars 2014 | mai 2020  | Patrick Timmermann   |           | Fonctionnaire de catégorie A              |
| mai 2020  | En cours  | Christian Delesgues, |           | Chef d'entreprise de dix salariés ou plus |

### Politique environnementale
Dans son palmarès 2016, le Conseil National des Villes et Villages Fleuris de France a attribué une fleur à la commune au Concours des villes et villages fleuris.

## Démographie
L'évolution du nombre d'habitants est connue à travers les recensements de la population effectués dans la commune depuis 1793. Pour les communes de moins de 10 000 habitants, une enquête de recensement portant sur toute la population est réalisée tous les cinq ans, les populations de référence des années intermédiaires étant quant à elles estimées par interpolation ou extrapolation. Pour la commune, le premier recensement exhaustif entrant dans le cadre du nouveau dispositif a été réalisé en 2006.

En 2022, la commune comptait 1 410 habitants, en évolution de −1,54 % par rapport à 2016 (Cher : −2,48 %, France hors Mayotte : +2,11 %).
| 1793  | 1800  | 1806  | 1821  | 1831  | 1836  | 1841  | 1846  | 1851  |
| ----- | ----- | ----- | ----- | ----- | ----- | ----- | ----- | ----- |
| 1 434 | 1 389 | 1 209 | 1 662 | 1 808 | 1 970 | 1 996 | 2 210 | 1 964 |

| 1856  | 1861  | 1866  | 1872  | 1876  | 1881  | 1886  | 1891  | 1896  |
| ----- | ----- | ----- | ----- | ----- | ----- | ----- | ----- | ----- |
| 2 226 | 2 202 | 2 179 | 2 088 | 1 998 | 1 972 | 1 985 | 2 804 | 2 000 |

| 1901  | 1906  | 1911  | 1921  | 1926  | 1931  | 1936  | 1946  | 1954  |
| ----- | ----- | ----- | ----- | ----- | ----- | ----- | ----- | ----- |
| 1 974 | 1 906 | 1 639 | 1 645 | 1 553 | 1 554 | 1 709 | 1 745 | 1 518 |

| 1962  | 1968  | 1975  | 1982  | 1990  | 1999  | 2006  | 2011  | 2016  |
| ----- | ----- | ----- | ----- | ----- | ----- | ----- | ----- | ----- |
| 1 661 | 1 759 | 1 774 | 1 961 | 1 805 | 1 731 | 1 712 | 1 579 | 1 432 |

| 2021  | 2022  | - | - | - | - | - | - | - |
| ----- | ----- | - | - | - | - | - | - | - |
| 1 403 | 1 410 | - | - | - | - | - | - | - |

## Économie
- Présence de nombreux silos de stockage des céréales (certains portent le logo du Groupe Soufflet) le long du canal latéral à la Loire. Ces silos ont été détruits en 2024 pour laisser place à une future promenade le long du canal latéral à la Loire.
- Depuis 2004, des cyclo-draisines circulent l'été de la « gare de départ » de Port-Aubry (Nièvre) à Saint-Satur via Bannay (aller-retour de 15 km maximum, durée 2 h).

## Culture locale et patrimoine

### Lieux et monuments
- L'abbaye Saint-Satur inscrite au titre des monuments historiques en 2003[32].
- Le viaduc de Saint-Satur curviligne en pierre supportant la route touristique.
- L'église Saint-Pierre classée au titre des monuments historiques en 1840[33].

### Personnalités liées à la commune
- Thibaut de Provins (1039-1066), nomade et ermite.
- Élie-François Dugenne (1737-1815), député du Cher à la Convention nationale.
- Émile Hilaire Amagat (1841-1915), physicien.
- Alfred Galopin (1852-1931), polytechnicien, général et ingénieur, inventeur de la tourelle à éclipse.
- Claude Rameau (1876-1955), peintre de la Loire,  a planté son chevalet dans une maison de marinier à Saint-Thibault-sur-Loire. Il a notamment exposé pendant dix-neuf ans à la galerie parisienne Marcel Bernheim[34]. Une ruelle porte son nom.
- Camille Bedin (1893-1979), député de la Dordogne et résistant, né sur la commune.
- Michel Gast (né en 1930), producteur et réalisateur de cinéma.
- Hervé Pierre (né en 1965), couturier styliste, a grandi sur la commune[35].

### Héraldique
| Blason de Saint-Satur | Blason  | D'argent à la croix de sable chargée à chacune de ses extrémités d'une étoile du champ et en abîme d'un globe cintré et cerclé de gueules, croiseté d'or. DeviseLumen vallis (La lumière de la vallée). |
| Blason de Saint-Satur | Détails | Armoiries de l'ancienne abbaye de Saint-Satur. Adopté le 24 novembre 1995. |